# Fernando Martínez (futbolista paraguayo)
Fernando Martínez Rojas (Asunción, Paraguay, 13 de mayo de 1994) es un futbolista paraguayo. Juega de centrocampista en el Sarmiento de Junín de la Primera División de Argentina.

## Clubes
| Club             | País      | Año       |
| ---------------- | --------- | --------- |
| Olimpia          | Paraguay  | 2012-2016 |
| Capiatá (cedido) | Paraguay  | 2015      |
| General Diaz     | Paraguay  | 2016      |
| San Lorenzo      | Paraguay  | 2016-2017 |
| Olimpia de Itá   | Paraguay  | 2017      |
| Santaní          | Paraguay  | 2017      |
| 2 de Mayo        | Paraguay  | 2018      |
| Sportivo Luqueño | Paraguay  | 2019-2020 |
| Nacional         | Paraguay  | 2021      |
| Resistencia      | Paraguay  | 2022      |
| Sarmiento (J)    | Argentina | 2022-     |